# Drobtinci
Drobtinci so naselje v Občini Apače.